# Vinylalkohol
Vinylalkohol, vinyl alkohol či ethenol je velice nestabilní alkoholický derivát uhlovodíku. Jedná se o nejjednodušší alkenol (alkohol odvozený od alkenu). Tato látka je poměrně významná v průmyslu, užívá se při výrobě acetaldehydu. Ke změření vlastností této látky nemůže dojít, jelikož se rychle rozpadá.

## Výroba
Průmyslově se tato látka vyrábí adicí molekuly vody na molekulu acetylenu (ethynu). Aby reakce probíhala, je potřeba přítomnost kyseliny sírové a rtuťnatých solí:
{\displaystyle {\ce {HC#CH + H2O ->[t,\,{\ce {H2SO4}},\,{\ce {Hg^{2+}}}] CH2=CHOH}}}
Teplota potřebná pro průběh reakce je asi 47 °C.

## Reakce
Tato látka krátce po vzniku zaniká a dochází k přesmyku atomu vodíku:

Při této reakcí vzniká acetaldehyd. Tato reakce probíhá i zpětně, ale jen v malém měřítku až do dosažení rovnovážného stavu (koncentrace vinylalkoholu a acetaldehydu se již nemění, ale zpětná i přímá reakce stále probíhá).